# Călărași (Moldavia)
Călărași (in russo Калараш) è una città della Moldavia capoluogo del distretto omonimo di 10 800 abitanti al censimento del 2014.

## Società

### Evoluzione demografica
In base ai dati del censimento, la popolazione è così divisa dal punto di vista etnico:
| Etnia       | Abitanti | %     |
| ----------- | -------- | ----- |
| Moldavi     | 12.808   | 88,23 |
| Ucraini     | 471      | 3,24  |
| Russi       | 633      | 4,36  |
| Gagauzi     | 27       | 0,18  |
| Bulgari     | 34       | 0,23  |
| Rumeni      | 355      | 2,45  |
| Altre etnie | 188      | 1,30  |

## Storia
La città di Calarași è sempre esistita da quando la Repubblica Moldova fu riconosciuta indipendente. Fino al 1940 faceva parte del "județul" (comune) Orhei. Nell'agosto del 1940 la città fu proclamata indipendente, e dopo tre mesi diventa "județul" Calarasi. Dal 1998 però passa sotto il "județul" Ungheni fino al 2003, dopo di che passa allo statuto di "Raion".
Calarași è la capitale dell'omonimo distretto, ed ha una posizione vantaggiosa per monti punti di vista. Uno di questi è che il suo territorio interseca importanti vie d'accesso verso la Romania e verso l'Ucraina. La zona in cui si trova è collinosa, e la città è situata sulla collina centrale della Republica Moldova, nella zona "Codrilor", che tocca un'altezza di 400 metri sul livello del mare.
Nella città di Calarași si trovano alcune fabbriche di vini e cognac, come ad esempio "Codru", "Cricova", "Călărași Divin".